# Mont Cara
Pour les articles homonymes, voir Cara.
Le mont Cara (en portugais : Monte Cara) est un sommet d'origine volcanique situé dans le Nord-Ouest de l'île de São Vicente (Cap-Vert). Avec une altitude de 490 m, il domine le port de Porto Grande et fait face à la ville de Mindelo, implantée à l'autre extrémité de la baie, qui est une caldeira ennoyée.

## Toponymie
Le nom – « le mont visage » – fait référence à la forme caractéristique de la montagne évoquant le profil d'un géant couché. Selon certains, il pourrait s'agir de George Washington ou encore d'Henri le Navigateur.

## Culture
Plusieurs autres sommets de l'île – notamment son point culminant, le Monte Verde – sont plus élevés, mais le mont Cara joue un rôle de premier plan dans la culture de São Vicente : c'est véritablement le symbole de Mindelo. Il est très présent dans la littérature,, et a inspiré en outre le compositeur Manuel de Novas ainsi que l'artiste-peintre Luisa Queiros qui y voit plutôt une « femme de pierre ».
Son nom a été donné à un célèbre bar-discothèque de Lisbonne, ainsi qu'à une société de production, tous deux créés par Bana, un grand nom de la coladeira. Monte Cara est aussi le titre d'une chanson figurant sur l'album Voz d'Amor (2003) de Cesária Évora, elle-même née à Mindelo.